# Gordon, Georgia
Gordon är en ort i Wilkinson County i delstaten Georgia, USA.